# Ciénaga Baja
Ciénaga Baja es un barrio ubicado en el municipio de Río Grande en el estado libre asociado de Puerto Rico. En el Censo de 2010 tenía una población de 18385 habitantes y una densidad poblacional de 1.209,28 personas por km².

## Geografía
Ciénaga Baja se encuentra ubicado en las coordenadas 18°22′47″N 65°51′4″O / 18.37972, -65.85111. Según la Oficina del Censo de los Estados Unidos, Ciénaga Baja tiene una superficie total de 15.2 km², que corresponden a tierra firme.

## Demografía
Según el censo de 2010, había 18385 personas residiendo en Ciénaga Baja. La densidad de población era de 1.209,28 hab./km². De los 18385 habitantes, Ciénaga Baja estaba compuesto por el 58.42% blancos, el 28.62% eran afroamericanos, el 0.67% eran amerindios, el 0.2% eran asiáticos, el 0.03% eran isleños del Pacífico, el 8.62% eran de otras razas y el 3.44% pertenecían a dos o más razas. Del total de la población el 99.33% eran hispanos o latinos de cualquier raza.